# Cảng Beirut
Cảng Beirut (tiếng Ả Rập: مرفأ بيروت) là cảng chính ở Lebanon trên phần phía đông của Vịnh Saint George trên bờ biển phía bắc Địa Trung Hải của Beirut, phía tây sông Beirut. Đây là một trong những cảng lớn nhất và bận rộn nhất bờ Đông Địa Trung Hải.
Vào ngày 4 tháng 8 năm 2020, một số vụ nổ lớn gây ra bởi amoni nitrat được lưu trữ không đúng cách đã xảy ra tại Cảng Beirut. Ít nhất 135 người đã thiệt mạng và 5.000 người khác bị thương trong vụ nổ. Vụ nổ đã phá hủy phần lớn cảng và cơ sở hạ tầng của nó, bao gồm hầu hết các kho dự trữ ngũ cốc của thành phố, và gây ra thiệt hại hàng tỷ đô la trên toàn thành phố. Trước thảm họa trên, khoảng 60% hàng nhập khẩu của Lebanon đã đi qua cảng này, theo ước tính của S&P Global.